# سیارک ۱۹۷۰۷
سیارک ۱۹۷۰۷ (به انگلیسی: 19707 Tokunai، نامگذاری:1999TZ12) نوزده هزار و هفتصد و هفتمین سیارک کشف شده‌است که در ۸ اکتبر ۱۹۹۹ کشف شد.
قدر مطلق سیارک برابر ۲۲.۴ است.